# Coppia Yakovlevian

Esempio di una risonanza magnetica del cervello in un soggetto affetto da idrocefalo normoteso

La coppia Yakovlevian (secondo alcuni anche torsione Yakovlevian) sta ad indicare la tendenza del lato destro del cervello umano ad essere leggermente deformato in avanti rispetto al lato sinistro.
Le osservazioni anatomiche hanno permesso di evidenziare da tempo che i due emisferi cerebrali non sono l'immagine speculare l'uno dell'altro, bensì che essi presentano diverse sporgenze, sia anteriormente che posteriormente, così come differenze nelle larghezze dei lobi. 
A titolo di esempio il lobo frontale di destra tende ad essere più ampio e protude al di sopra di quello sinistro. Differenze analoghe riguardano anche il lobo occipitale, in questo caso è il lobo di sinistra che tende a sovrastare ed essere lievemente sovradimensionato rispetto al destro.
Queste prominenze determinano la formazione di depressioni e impronte sulla superficie interna del cranio, note anche come petalia.
L'insieme di queste asimmetrie doppie ha dato luogo al termine coppia Yakovlevian (torsione Yakovlevian) proprio a rimarcare l'assenza di una specularità dei due emisferi e la tendenza, ad esempio, della scissura di Silvio (il solco laterale del cervello umano) ad essere spesso più lunga e meno incurvata sull'emisfero sinistro del cervello rispetto alla destra, oppure della corteccia cerebrale frontale che è più spessa nell'emisfero destro.
Queste differenze ed asimmetrie cerebrali sono state ritrovate anche nei fossili umani, nell'uomo moderno e delle grandi scimmie, risultando particolarmente comuni nell'orangotango.
I recenti sviluppi tecnologici hanno permesso di studiare con maggiore precisione queste asimmetrie cerebrali, ricorrendo a tecniche quali le scansioni a raggi X, quelle che si avvalgono della tomografia computerizzata (TC) e, più recentemente, della risonanza magnetica (RM).
La caratteristica prende il nome dallo scienziato Paul Ivan Yakovlev (1894–1983), un neuroanatomista russo-americano dell'Harvard Medical School.